# Papila do ducto parotídeo
A papila do ducto parotídeo é uma estrutura anatômica por onde a saliva, produzida pela glândula parótida que passa pelo ducto parotídeo é lançada à cavidade bucal. Encontra-se na mucosa julgal, superiormente e posteriormente, geralmente na direção do túber da maxila, em ambos os lados, direito e esquerdo. É muitas vezes confundidos com uma lesão do tipo nódulo ou bolha mas na verdade é uma variação anatômica, onde muitas pessoas podem apresentar um aumento nessa papila sem apresentar prejuízo na sua função.